# سوسن رشیدی

سوسن رشیدی (زاده ۱۳۷۱ کرمانشاه) ورزشکار و قهرمان رشته کیک‌بوکسینگ ایران است

## زندگی‌نامه
وی در سال ۱۳۷۱ در کرمانشاه از خانواده‌ای از عشایر کُرد  متولد شد و با وجود مخالفت خانواده و سختی و مسافت راه و همچنین نبود امکانات توانست در چند سال پی در پی قهرمان ورزش کیک‌بوکسینگ ایران شود مستند «سوسن در سحر می‌شکفد» به کارگردانی روح اله اکبری براساس زندگی او ساخته شده‌است.